# Dario Verani
Dario Verani, född 1 januari 1995 i Cecina, är en italiensk simmare som främst tävlar i öppet vatten-simning.

## Karriär
I maj 2021 vid EM i Budapest tog Verani brons på 5 km i öppet vatten-simning. I juni 2022 vid VM i Budapest tog Verani guld på 25 km i öppet vatten-simning efter ett lopp på 5 timmar 2 minuter och 21,5 sekunder.